# Dekanat Bochnia Zachód
Dekanat Bochnia Zachód – dekanat w diecezji tarnowskiej.  Powstał w 1998 roku w wyniku podziału dotychczasowego, istniejącego od XVIII wieku, dekanatu bocheńskiego.
Siedziba dekanatu znajduje się przy parafii św. Pawła Apostoła w Bochni. Dziekanem dekanatu jest proboszcz parafii Bochnia (św. Pawła Ap.) ks. dr Leszek Rojowski, a wicedziekanem proboszcz parafii Łężkowice ks. Stanisław Śliwa. 

## Parafie wchodzące w skład dekanatu
- Parafia Św. Pawła Apostoła w Bochni
- Parafia Narodzenia Św. Jana Chrzciciela w Chełmie
- Parafia św. Antoniego Padewskiego w Cikowicach
- Parafia MB Bolesnej w Gierczycach
- Parafia św. Anny w Łapczycy
- Parafia Najświętszego Serca Pana Jezusa w Łężkowicach
- Parafia św. Apostołów Szymona i Judy Tadeusza w Pogwizdowie
- Parafia Wszystkich Świętych w Sobolowie